# Муслим ибн аль-Хаджжадж
Асакир-ад-дин Абу́-ль-Хусе́йн Му́слим ибн аль-Хаджжа́дж ан-Найсабу́ри, более известен как Има́м Му́слим (араб. إمام مسلم‎;  821, Нишапур —  875, Нишапур) — исламский богослов, хадисовед и правовед. Автор одного из самых авторитетных сборников хадисов — Сахих Муслим. Занимался торговлей и располагал достаточными средствами для того, чтобы полностью посвятить себя сбору хадисов, путешествиям по разным городам. Посетил Ирак, Сирию, Египет, Хиджаз. Обучался у имама аль-Бухари, Ахмада ибн Ханбаля и других богословов. Был учителем у имама ат-Тирмизи, Ибн Хузаймы, Абу Хатима ар-Рази и других богословов. Составил около двух десятков книг, большинство из которых затрагивают науку о хадисах и их передатчиках.

## Биография
Его более полное имя: Асакир-ад-дин Абу-ль-Хусейн Муслим ибн аль-Хаджжадж ибн Муслим ибн Вард ибн Кавшаз аль-Кушайри ан-Найсабури. Историки расходятся в определении даты его рождения. Называется 202 год хиджры (817/818), 204 г. х. (819/820), или 206 г. х. (821/822). Он родился в Нишапуре, провинции Хорасан на территории современного северо-восточного Ирана.
Нисба аль-Кушайри указывает на принадлежность к племени Бану Кушайр. По одним данным Муслим происходил из этого племени, а его предки прибыли в Персию во время Арабского завоевания и занимали высокие государственные посты. По другим данным он был персом возможно, а его предок был вольноотпущенником кушайритов или принял ислам от кушайритов.
С ранних лет Муслим начал изучать хадисы под руководством своего отца, который уделял большое внимание воспитанию и образованию сына. Он также обучался у известных богословов Нишапура (Исхак ибн Рахавейх и др.), Бухары и Самарканда. В последующие годы, для изучения и сбора хадисов пророка Мухаммеда, он отправляется в страны Ближнего Востока — Ирак, Сирия, Египет, Хиджаз (зап. Аравия).
Муслим ибн аль-Хаджжадж занимался торговлей и располагал достаточными средствами для того, чтобы полностью посвятить себя сбору хадисов, путешествиям по разным городам. В возрасте четырнадцати лет совершил паломничество в Мекку. Находясь в Хиджазе, он встретился с Исмаилом ибн Абу Увайсом (ум. 841-2), Саидом ибн Мансуром (ум. 842) и другими авторитетными местными мухаддисами. Исмаил ибн Абу Увайс считается спорным передатчиком, так как однажды он признался, что устроил диспут между мединскими учеными с помощью сфабрикованных хадисов.
В исламских источниках указывается, что он просмотрел 300 тысяч хадисов, из которых счёл достоверными лишь 12 тысяч. Он обладал отличной памятью. После завершения своей учёбы осел в Нишапуре, где и провёл всю оставшуюся жизнь, обучая людей хадисам. Несколько раз посещал Багдад. Последний визит он совершил за два года до своей смерти.
По словам шейха Абду-ль-Латифа, Абу Иса ат-Тирмизи и Муслим ибн аль-Хаджжадж были последователями шафиитского мазхаба. Маулана Абдур-Рашид утверждал, что имам Муслим был маликитом. Шейх Тахира Джазари говорил, что имам Муслим не был ни маликитом, ни ханафитом, ни шафиитом, но написанный им «Сахих Муслим» свидетельствует о том, что он больше склонялся к шафиитскому мазхабу.
Умер в месяце 25 раджаба 261-го года по хиджре (875) в Нишапуре. Похоронен в Насарабаде (пригороде Нишапура). По некоторым данным причиной смерти послужило переедание финиками. В поисках редкого хадиса, имам Муслим перебирал книги и не заметил, как съел слишком много фиников. В результате чего он заболел и умер.

## Образование
Сообщается, что он слышал хадисы от Яхьи ан-Найсабури (ум. 839-41), Абдуллаха аль-Канаби (ум. 835-6), Кутайбы ибн Саида (ум. 854) (все трое наиболее известные ученики Малика ибн Анаса), Убайдуллаха аль-Каварири (ум. 849), Мухаммада ибн аль-Аля (ум. 862), Усмана ибн Абу Шейбы (ум. 853), Мухаммада ибн аль-Мусанны (ум. 866) и Мухаммада ибн Рафи (ум. 869). Муслим ибн аль-Хаджжадж присутствовал на лекциях имама Ахмад ибн Ханбаля (ум. 855), Абдуллаха аль-Карри, Кутайбы ибн Саида, Ахмада ибн Юнуса, Абдуллаха ибн Масламы аль-Канаби, Хармалы ибн Яхьи, Али ибн Худжры (ум. 858), Абда ибн Хумейда (ум. 863), Абу Хузеймы ибн Харба (ум. 848), Абу Бакра ибн Абу Шейбы (ум. 849), Абу Зуры ар-Рази (ум. 878), Мухаммада Бундара (ум. 866), ‘Али ибн аль-Джа‘да, Яхьи ибн Ма‘ина, Абу Ахмада аль-Фарры и других известных мухаддисов. Всего же, по словам имама аз-Захаби, Муслим ибн аль-Хаджжадж обучался у 222 преподавателей (шейхов). Среди шейхов Муслима был и Мухаммад ибн Хатим (ум. 849/50), которого подозревают в распространении вымышленных хадисов.
Муслим регулярно посещал занятия аль-Бухари и поддерживал с ним тесную связь. Интересно, что Муслим ибн аль-Хаджжадж смог встретиться с имамом аль-Бухари именно в своем родном городе Нишапуре. Известен случай, как Муслим из-за уважения поцеловал лоб имама аль-Бухари и попросил разрешения поцеловать его ноги. Во время гонений имама аль-Бухари, Муслим ибн аль-Хаджжадж публично продемонстрировал, что он не отрекается от своего учителя. Муслим ибн аль-Хаджжадж говорил имаму аль-Бухари: «Тебя невзлюбит только завистник».
Наиболее известными учениками имама Муслима были Абу Хатим ар-Рази, Ахмад ибн Салма, Абу Иса ат-Тирмизи (автор «Джами ат-Тирмизи»), Якуб аль-Исфараини, Муса ибн Харун, Наср ибн Ахмад аль-Хафиз, Абу Авана аль-Исфараини (автор «Муснада»), Ибрахим ибн Абу Талиб, аль-Хусайн ибн Мухаммад аль-Каббани, Абу Бакр аль-Джаруди, Ибн Хузайма (автор «Сахих Ибн Хузаймы») и другие известные исламские богословы.

## Сахих Муслим
Муслим является автором книг по фикху и биографических сводов, посвященных мухаддисам. Самой известной и единственной дошедшей до нас книгой имама Муслима является сборник хадисов Сахих Муслим. Помимо Сахиха изданы также книги аль-Кунья ва-ль-асма, ат-Табакат и ат-Тамйиз.
Муслим ибн аль-Хаджжадж начал работу над Сахихом в возрасте 29 лет (849 г.) в Нишапуре, завершив её через 15 лет в 864 году.
Сахих Муслим наряду с аналогичной книгой имама аль-Бухари считался у исламских традиционалистов и правоведов одним из самых авторитетных сборников хадисов. Сахих Муслим входит в число шести самых авторитетных суннитских сборников хадисов (Кутуб ас-ситта). Сахих Муслима считается вторым наиболее престижным сборником хадисов после Сахиха аль-Бухари и содержит, по большей части, тот же материал, что и труд Мухаммада аль-Бухари. Эти две книги аль-Бухари и Муслима вместе называются «Сахихейн» (два Сахиха). Хадисы, приводящиеся одновременно в обоих Сахихах получили название «согласованные» (муттафак алейхи).
По словам имама ан-Навави по чёткости составления Сахиху Муслима нет равных, но «несмотря на такое мнение, сборник аль-Бухари все же достовернее и в нём больше пользы». В плане составления разделов сборник Муслима превосходит другие сборники хадисов. В странах Магриба некоторое время предпочитали Сахих Муслима, нежели Сахих аль-Бухари. В частности, Ибн Хазм обвинял имама аль-Бухари в том, что тот приводил в своём сборники хадисы с перерванным иснадом. В отличие от аль-Бухари, Муслим редко приводит версии того или иного хадиса в разных главах.
Из 300 000 хадисов собранных имамом Муслимом, около 4000 неповторяющихся хадисов были включены им в Сахих. Издание под редакцией Мухаммада Фуада Абд аль-Баки, который пронумеровал хадисы и снабдил их указателями содержит 3033 неповторяющихся достоверных хадиса. Общее же количество хадисов достигает 7563 с учётом семи хадисов, приводимых в предисловии.
Большое значение у Муслима отводится определению цепей передатчиков хадисов (иснад) — одно из главных требований достоверности хадиса. Он передавал хадисы в точном соответствии с тем, как он их слышал от того или иного передатчика (рави).
Он записывал все хадисы, даже если один и тот же хадис отличался у разных людей. В отличие от современников, он придавал большое значение буквальной, а не смысловой передаче хадисов.
Сахих Муслима составлен по типу сборника мусаннаф, то есть хадисы в нём расположены по определённым темам (аля-ль-абваб). Всего в Сахихе 52 раздела (например, о браке, о правилах наследования, о жертвоприношении, о пророках, хадисы этического и медицинского содержания). Как отмечает Кади Ийяд, первый хадис, приводимый в каждой разделе, выступает в качестве основы, а остальные играют роль комментария к нему.
Хадисы исторического и биографического содержания позволяют считать Сахих Муслима историческим источником.
Труд предваряет важное вступление (Китаб аль-иман), в котором автор излагает принципы, которыми он руководствовался при отборе материала. Во введении каждого раздела имам Муслим раскрывает правовое значение заключенных в нём хадисов. Таким образом его можно считать не только мухаддисом, но и правоведом.
Толкование к Сахиху писали такие богословы как имам ан-Навави, ас-Суюти и Кади Ийяд. Ниже приведён список толкований Сахиха Муслима:
- Аллама Гулам Расул Саиди «Шарх сахих Муслим»;
- Ибн ас-Салах «Сияна Сахих Муслим»;
- Кади Ийяд «Икмаль аль-мулим би-фаваид Муслим»;
- Мухаммад ибн Халифа «Икмаль икмаль аль-мулим»;
- Мухаммад Таки Усмани «Такмилат Фас аль-Мульхим»;
- ан-Навави «аль-Минхадж фи шарх Сахих Муслим»[8];
- ас-Суюти «ад-Дибадж аля Сахих Муслим»[9];
- аль-Хумайди «Тафсир аль-гариб ма фи ас-Сахихейн»;
- Шаббир Ахмад Усмани «Фас аль-Мульхим».

Для удобства пользования Сахихом в разное время было составлено несколько сокращённых вариантов, в которых опускались цепочки передатчиков хадисов. К числу лучших из них относится «Мухтасар Сахих Муслим» Абду-ль-Азима аль-Мунзири (1185—1258).
Некоторые богословы объединяли сборники хадисов аль-Бухари и Муслима, наиболее известные из которых:
- «Аль-Джам байна-с-Сахихайн» Мухаммада аль-Джаузаки (ум. 998);
- «Аль-Джам байна-с-Сахихайн» Хусейна аль-Багави (ум. 1122);
- «Зад аль-муслим фи-ма иттафака аляй-хи аль-Бухари ва Муслим» Мухаммада аш-Шанкити (ум. 1945);
- «Аль-люлю ва-ль-марджан фи-ма иттафака аляй-хи аш-шайхан» Мухаммада Фуада Абду-ль-Баки (ум. 1968)[8].

Сахих Муслима неоднократно издавался в разных исламских странах. Лучшим считается издание под редакцией Мухаммада Фуада Абду-ль-Баки.